# حاسی مفسوخ
حاسی مفسوخ (به عربی: حاسی مفسوخ) یک شهرداری در الجزایر است که در ناحیه قدیل واقع شده‌است. حاسی مفسوخ ۷٬۶۵۶ نفر جمعیت دارد.